# Saint-Gilles-de-Crétot
Saint-Gilles-de-Crétot é uma comuna francesa na região administrativa da Normandia, no departamento de Sena Marítimo. Estende-se por uma área de 6,02 km². Em 2010 a comuna tinha 439 habitantes (densidade: 72,9 hab./km²).